# توابل

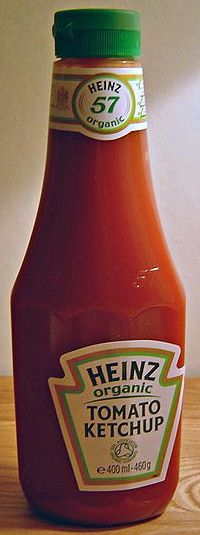
كتشب الطماطم

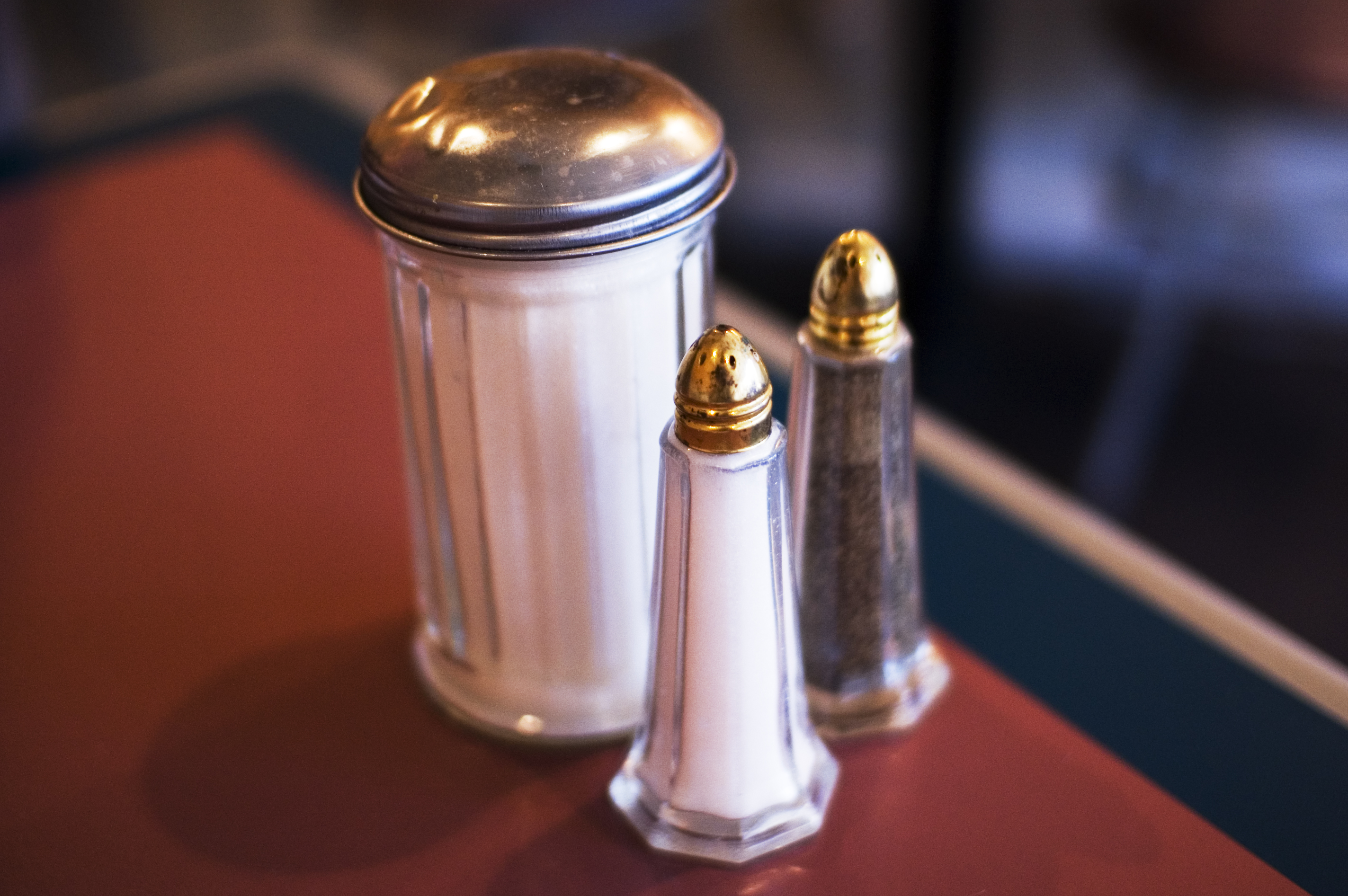
لا تكاد تخلو الموائد في الغرب من الملح والسكر والفلفل الأسود.

التَّوابِل أو الإدَام أو الأُدْم هي نكهة أطعمة مطبوخة أو صلصة أو مجففات تضيف للأطعمة نكهة خاصة أو تكون مكملة للطبق. وتعطي نكهة لاذعة في كثير من الأحيان، ولذلك تضاف بكميات صغيرة نسبياً، وتشمل التوابل الملح والفلفل، والكتشب، والخردل، وزيت الزيتون والخل والسكر. وعادةً ما توضع على طاولة الطعام، فتكون على شكل سائل ذو كثافة لزجة أو معجون، وتقدم في قنينة أو عبوة أو طاسة. وقد تكون جافة كخليط من الأعشاب المملحة التي تحمل نكهات خاصة. وتوجد العديد من التوابل معبئة في أكياس للاستخدام الفردي نظراً للرغبة في أخذها للخارج كما هو الحال في الوجبات السريعة. وتضاف التوابل أحياناً قبل الخدمة، على سبيل المثال شطيرة تقدم مع الكتشب أو الخردل.
تُضاف التوابل أحيانًا قبل التقديم، على سبيل المثال، في شطيرة مصنوعة من الكاتشب أو الخردل أو المايونيز. تُستخدم بعض التوابل أثناء الطهي لإضافة نكهة أو ملمس: مثل صلصة الشواء والزبدة المركبة وصلصة ترياكي وصلصة الصويا والمارميت والقشدة الحامضة.
العديد من التوابل، مثل الخردل أو الكاتشب، وتتوفر في حزم خدمة وحيدة، عادة عند إمداده الطلبات الخارجية أو الوجبات السريعة وجبات الطعام.

## تعريف

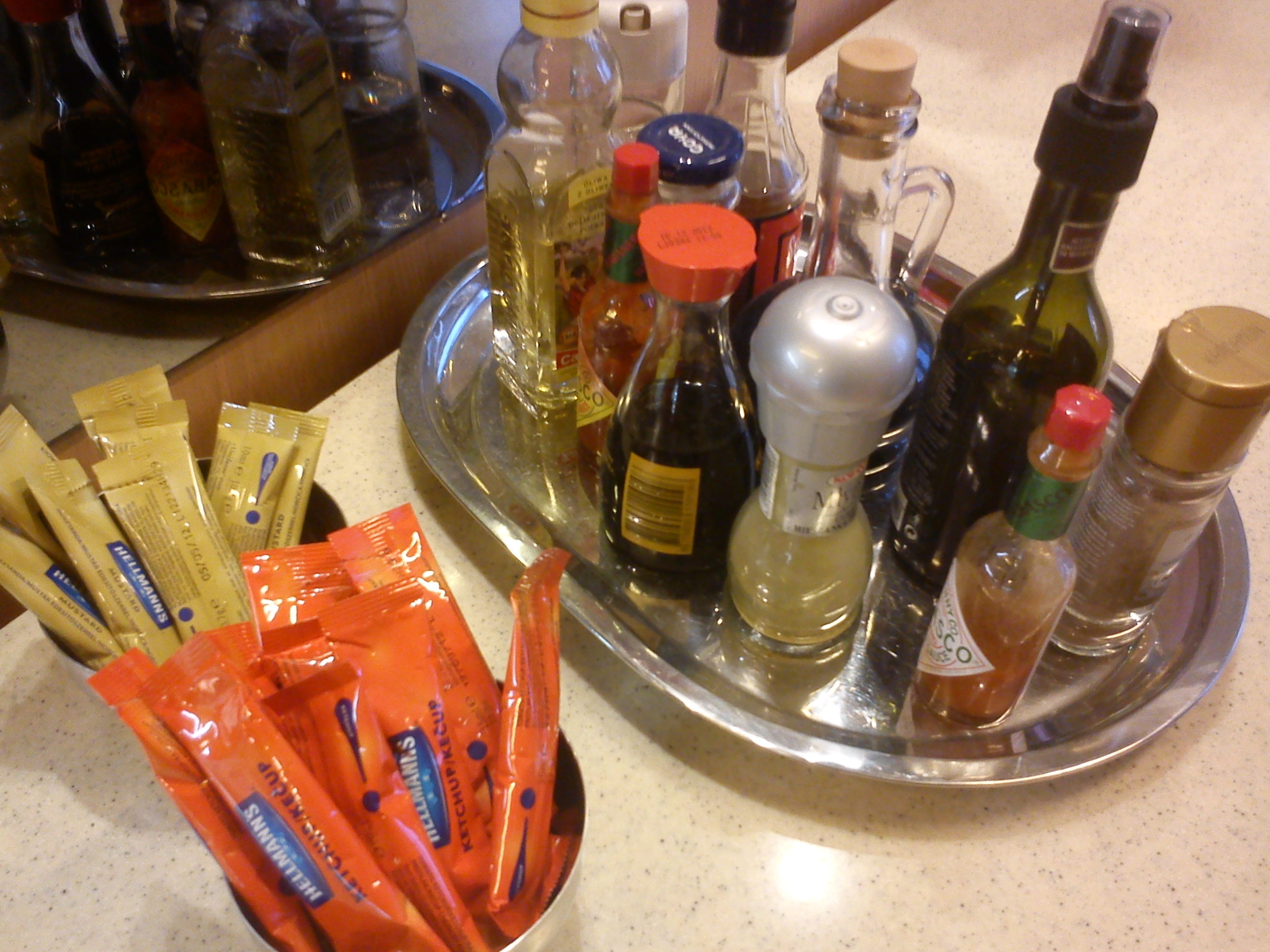
صينية بهارات و بهارات

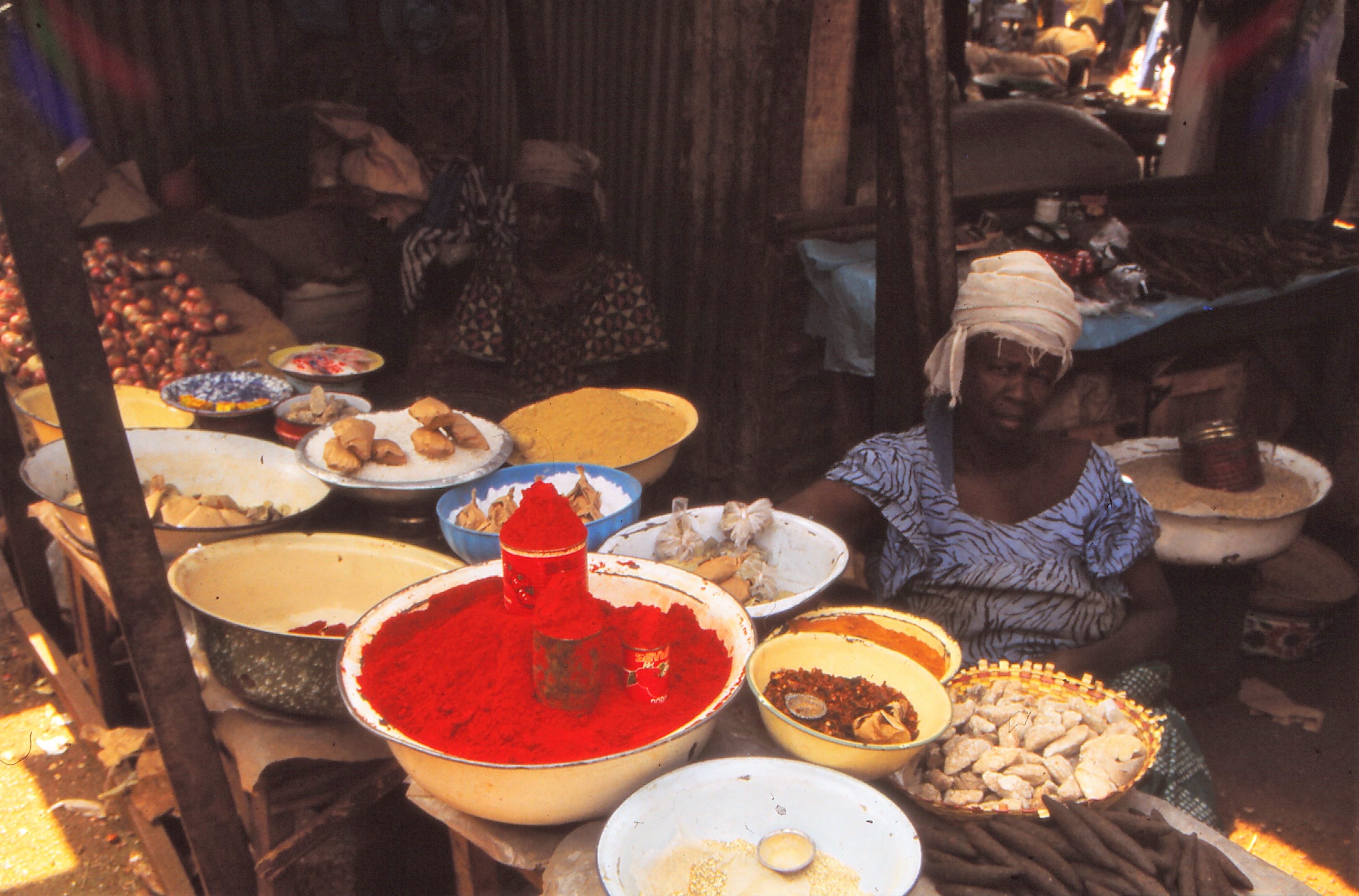
بهارات مختلفة في سوق سانغا ، مالي 1992

يختلف التعريف الدقيق للتوابل. تشمل بعض التعريفات التوابل والأعشاب، بما في ذلك الملح والفلفل،  باستخدام المصطلح بالتبادل مع التوابل. يقيد البعض الآخر التعريف ليشمل فقط «مركب (مركبات) الطعام الجاهز، الذي يحتوي على واحد أو أكثر من التوابل»، والتي تضاف إلى الطعام بعد عملية الطهي، مثل الخردل أو الكاتشب أو صلصة النعناع. يمكن اعتبار الجبن أيضًا بهارًا حيث يتم استخدامه كمكون في طعام آخر، مثل الموزاريلا على البيتزا أو الجبن في برجر الجبن.

## أصول التسمية
يأتي مصطلح التوابل من التوابل اللاتينية، والتي تعني «التوابل، التوابل، الصلصة» ومن الكلمة اللاتينية Condire، والتي تعني «حفظ، مخلل، موسم». وصف المصطلح في الأصل الأطعمة المخللة أو المحفوظة، لكن معناه تغير بمرور الوقت.

## التاريخ
عُرفت التوابل في روما القديمة والهند القديمة واليونان القديمة والصين القديمة. هناك أسطورة مفادها أنه قبل انتشار تقنيات حفظ الطعام، كانت البهارات والتوابل اللاذعة تستخدم لجعل الطعام أكثر قبولًا،  ولكن هذا الادعاء لا يدعمه أي دليل أو سجل تاريخي. صنع الرومان البهارات والثوم السائل عن طريق سحق الأجزاء الداخلية لأسماك مختلفة ثم تخميرها بالملح، مما ينتج عنه سائل يحتوي على حمض الغلوتاميك، وهو مناسب لتعزيز نكهة الطعام. ستؤدي هذه العملية إلى ازدهار صناعة التوابل. أبيشيوس، وهو كتاب طبخ يعتمد على مطبخ القرنين الرابع والخامس، يحتوي على قسم يعتمد فقط على التوابل.

## السوق في الولايات المتحدة
في الولايات المتحدة، بلغ سوق التوابل 5.6 مليار دولار أمريكي في عام 2010 ومن المتوقع أن ينمو إلى 7 مليارات دولار أمريكي بحلول عام 2015. سوق التوابل هو ثاني أكبر سوق في الأطعمة المتخصصة بعد سوق الجبن.

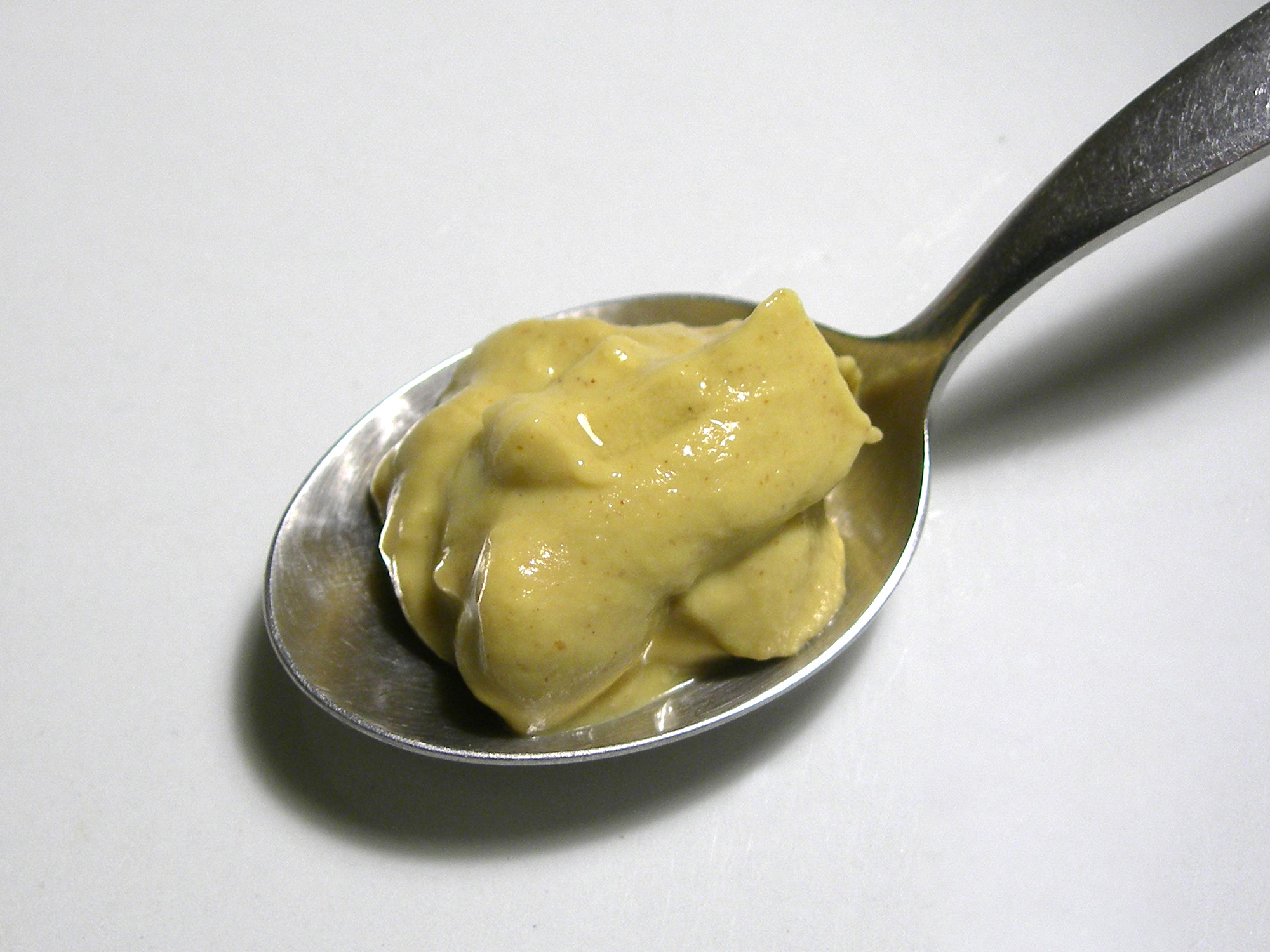
مستردة الديجون  [لغات أخرى]‏
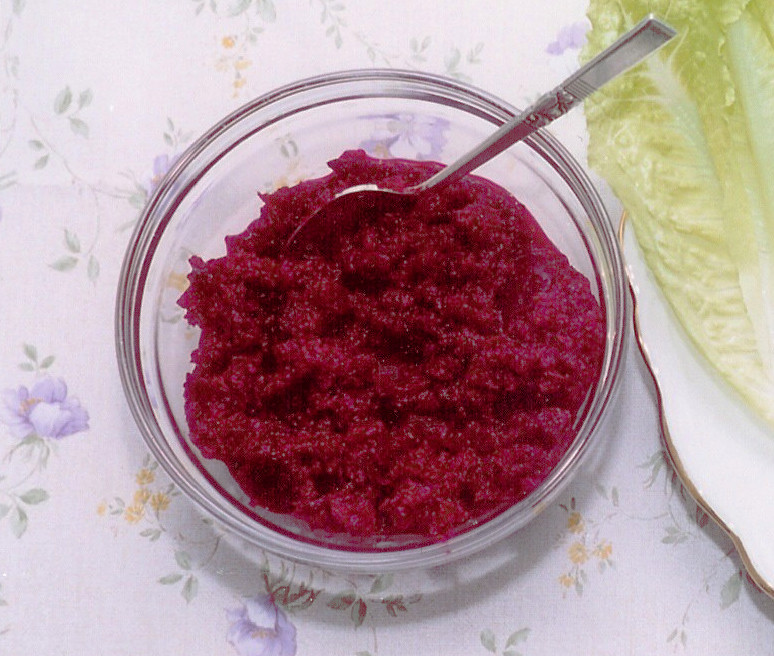
الكرين (صلصة الفجل)
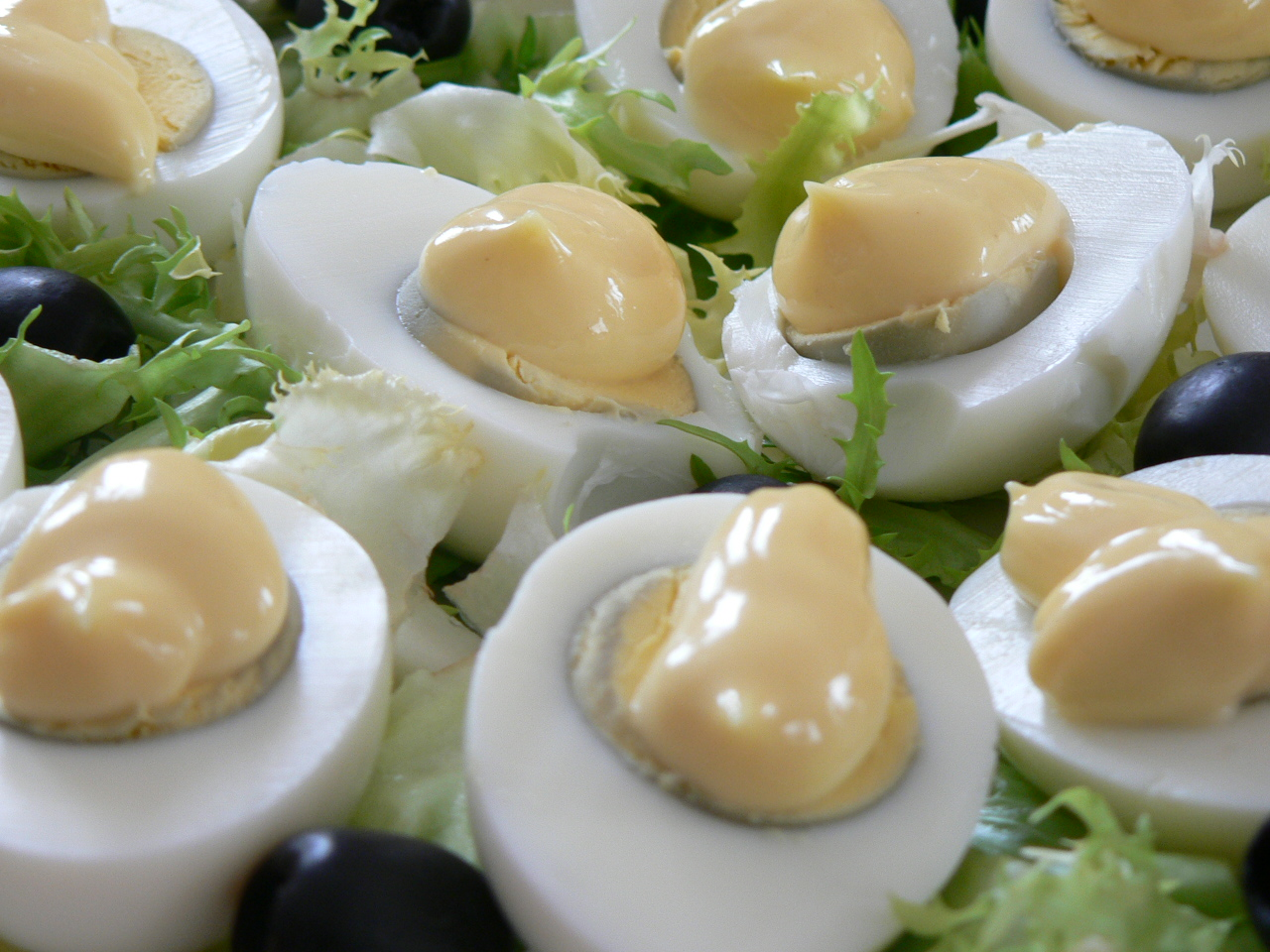
مايونيز
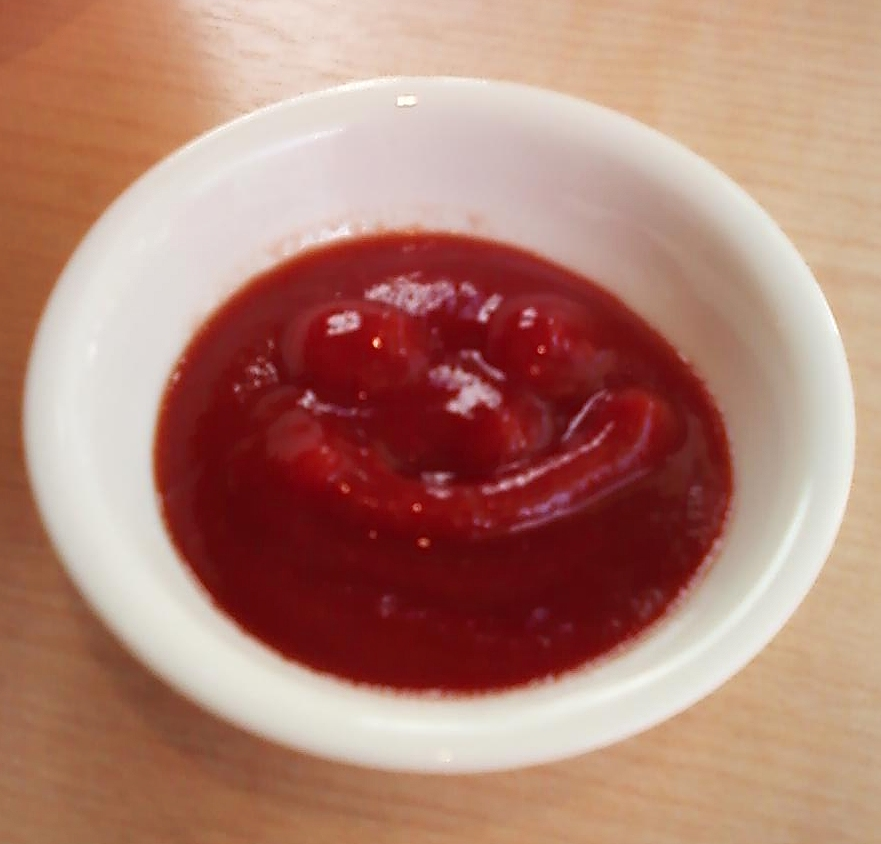
صلصة الطماطم
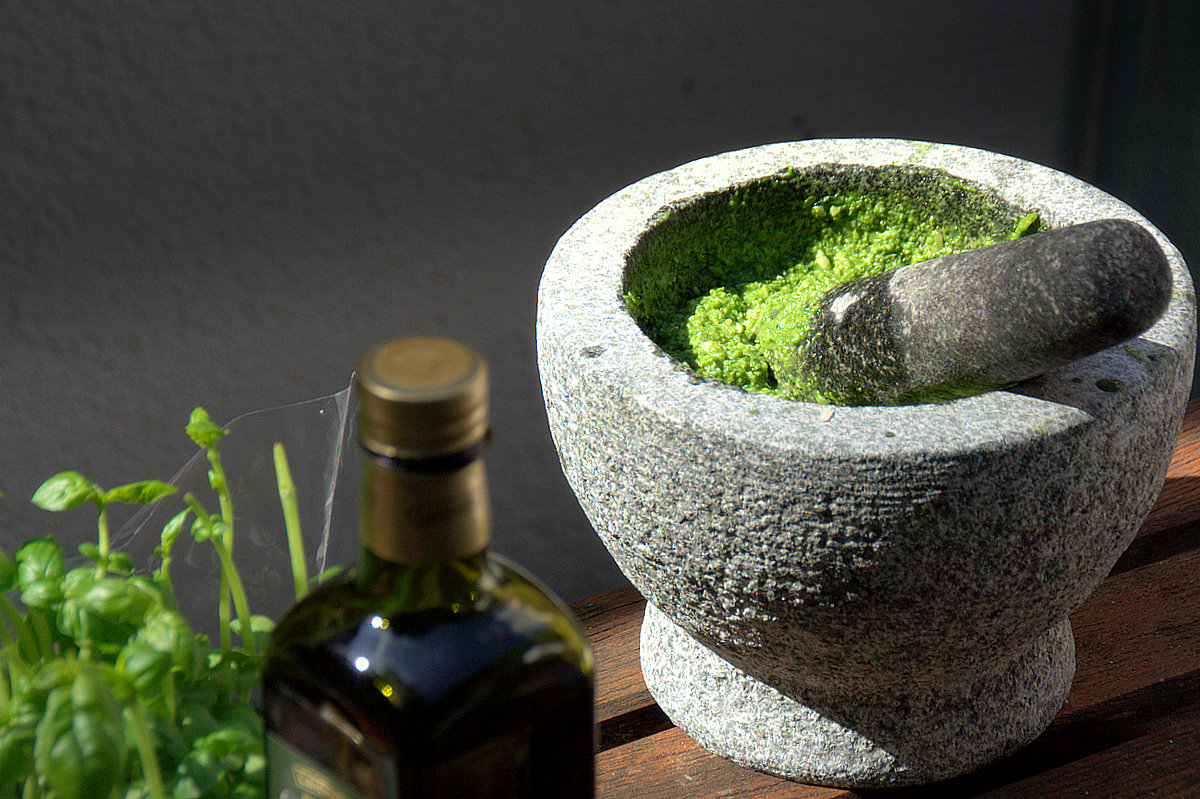
بيستو جينوفيز
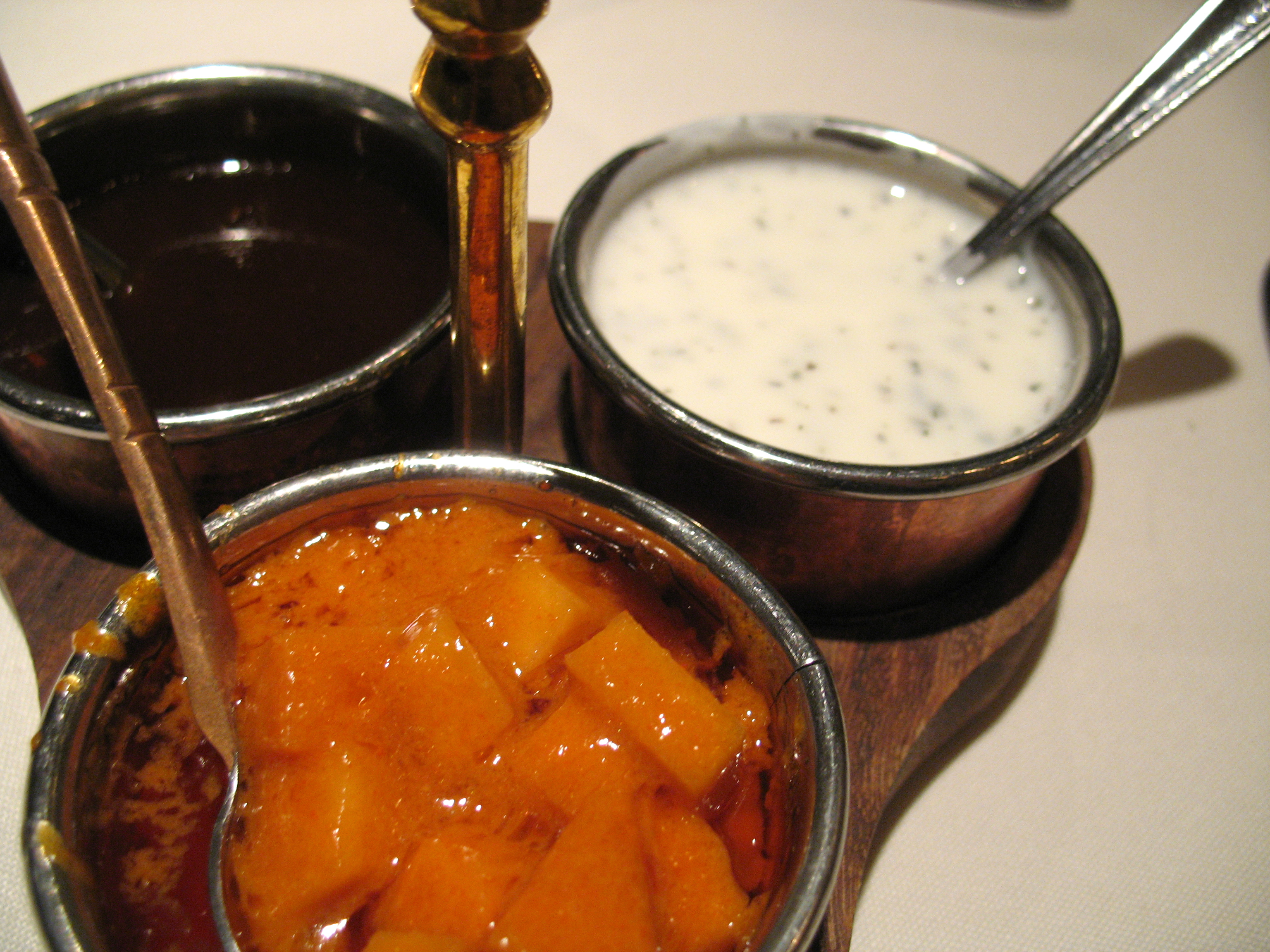
الصلصات
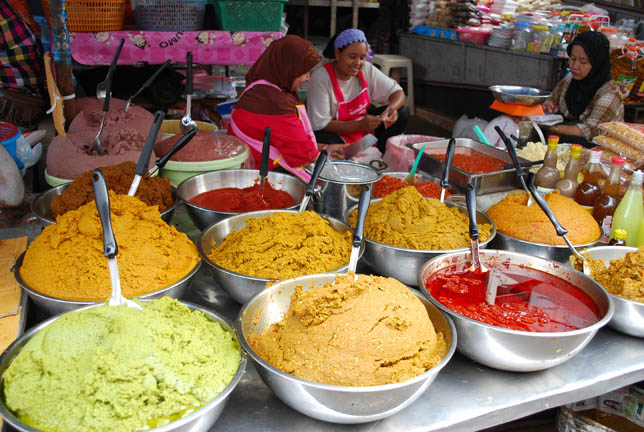
مسحوق الكاري أو معجون
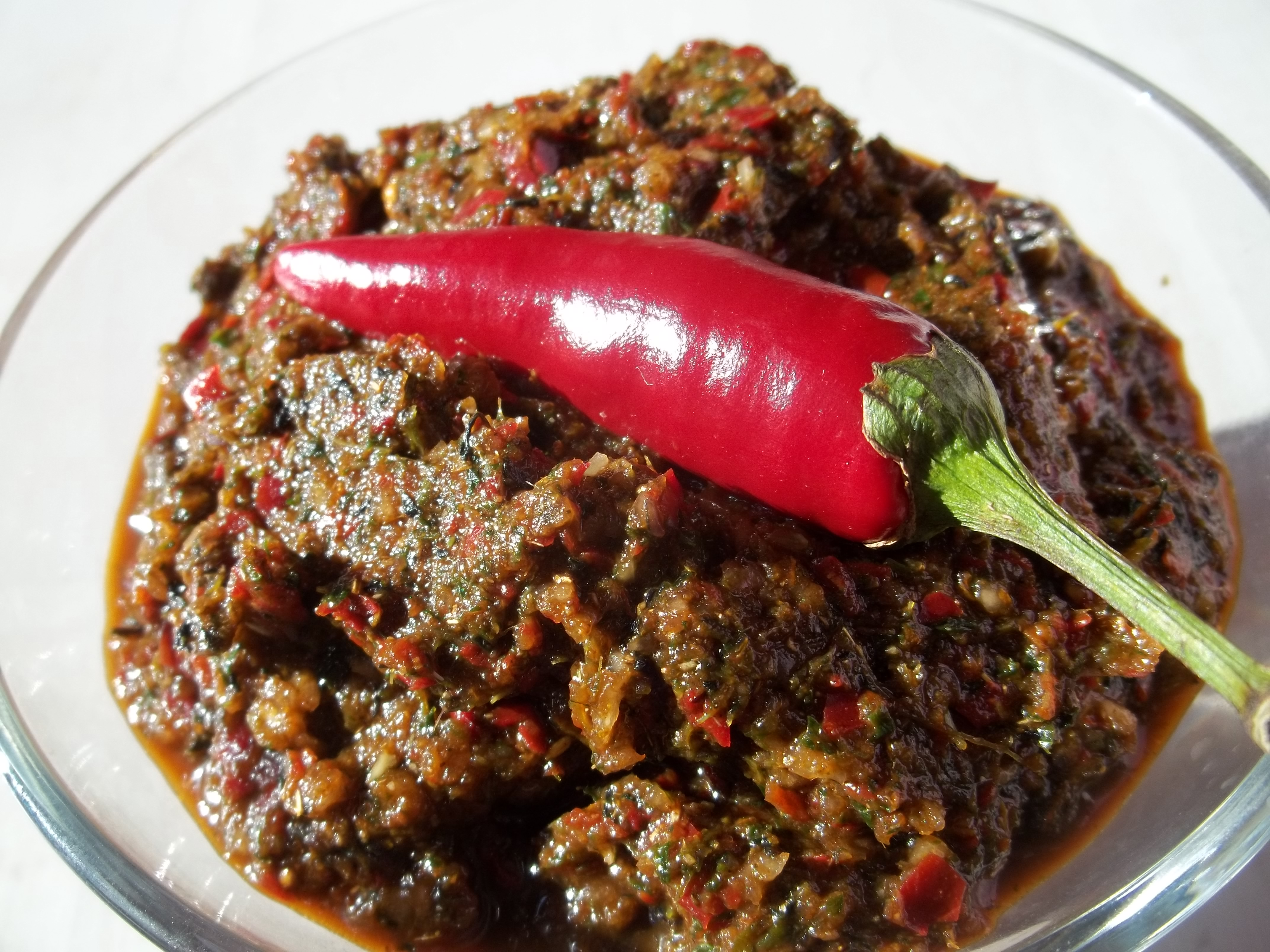
أجيكا ، صلصة حارة في المطبخ القوقازي  [لغات أخرى]‏
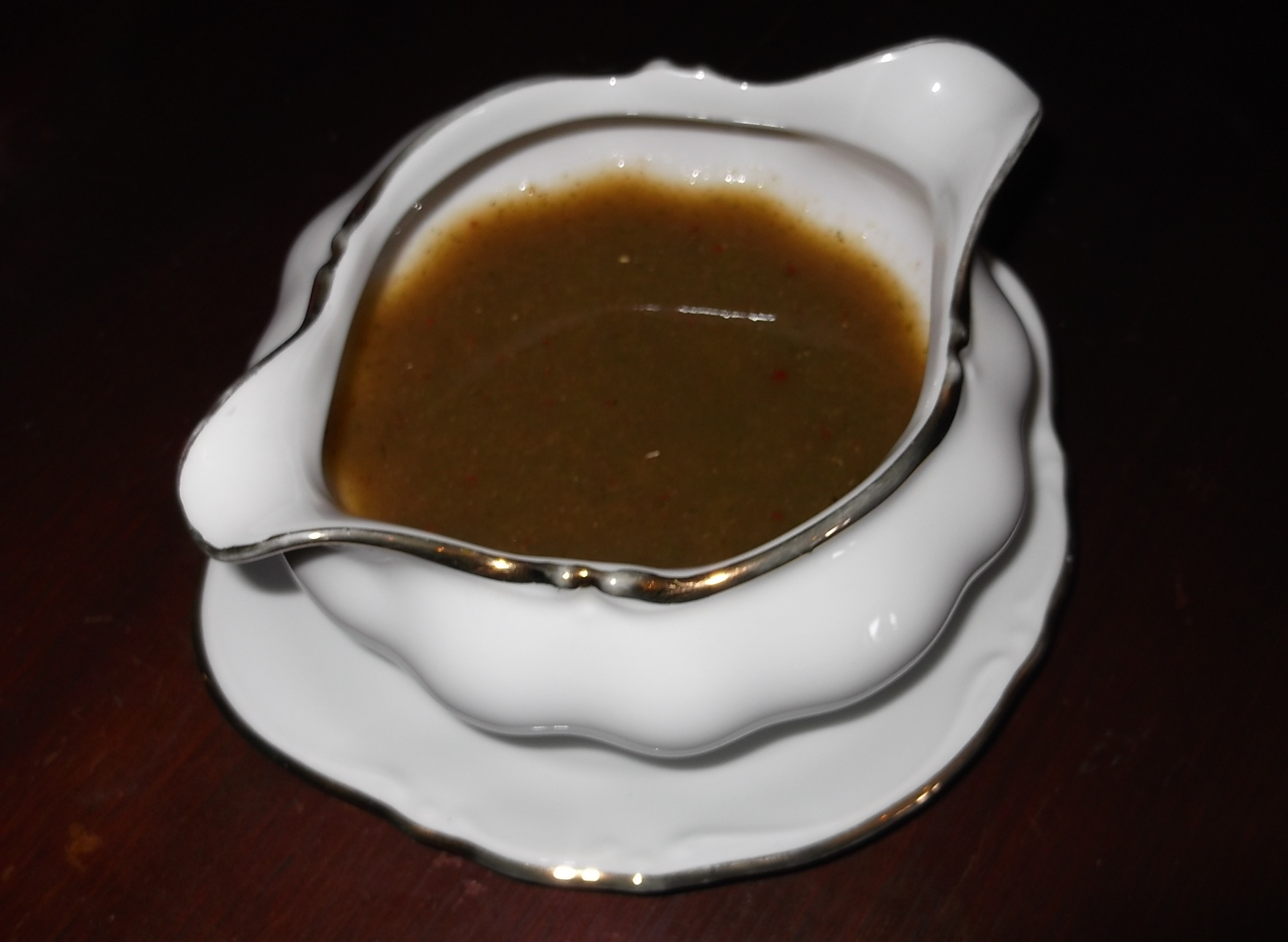
تكيمالي ( صلصة جورجية مصنوعة من خوخ الكرز الحامض)
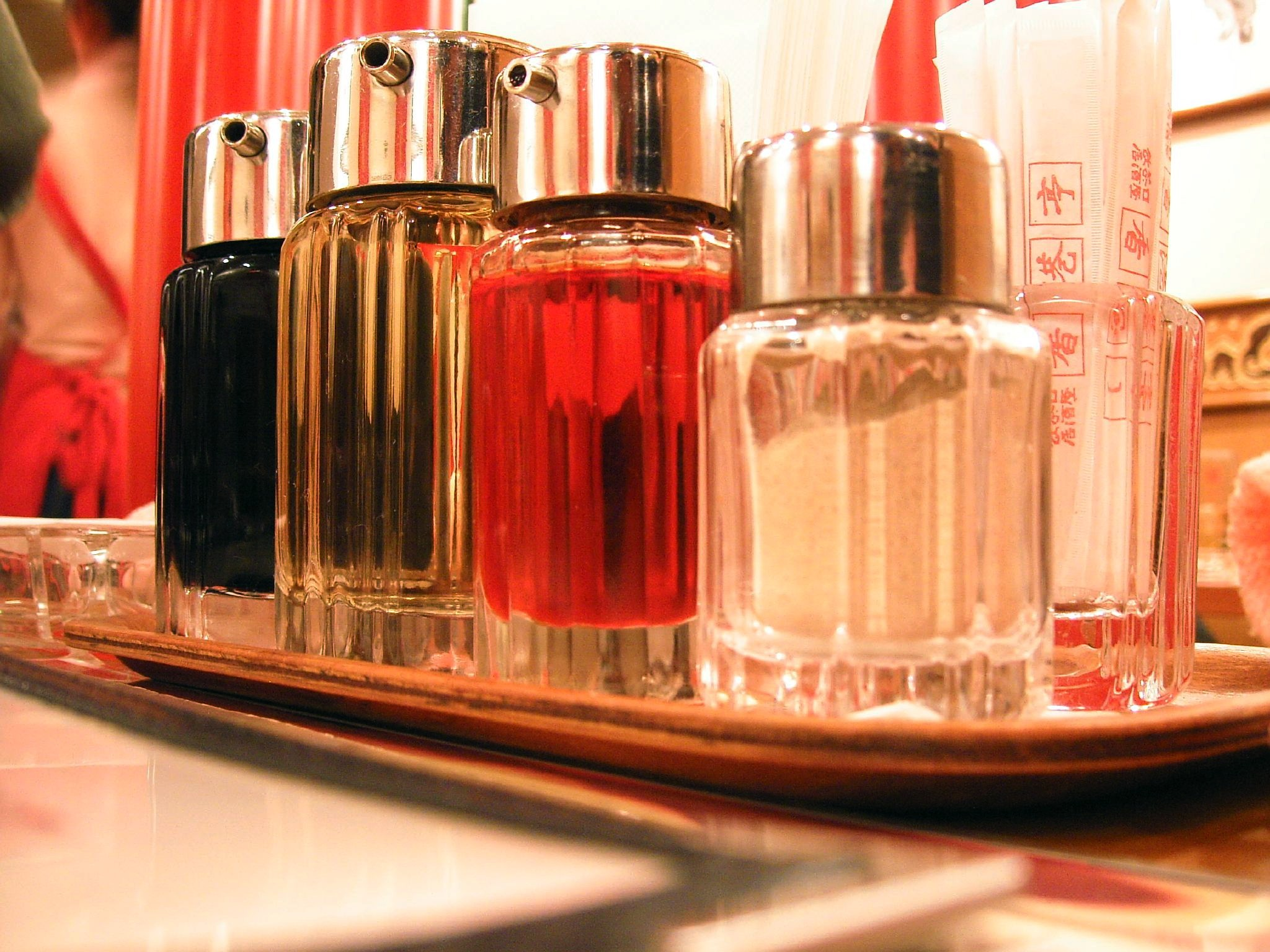
التوابل الصينية الشائعة : صلصة الصويا والخل وزيت الفلفل الحار والفلفل الأبيض
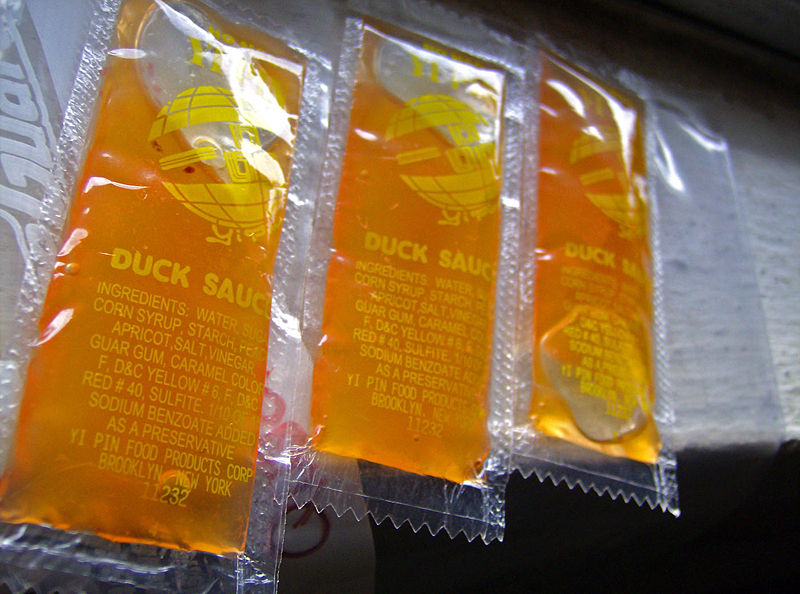
عبوات من صلصة البط
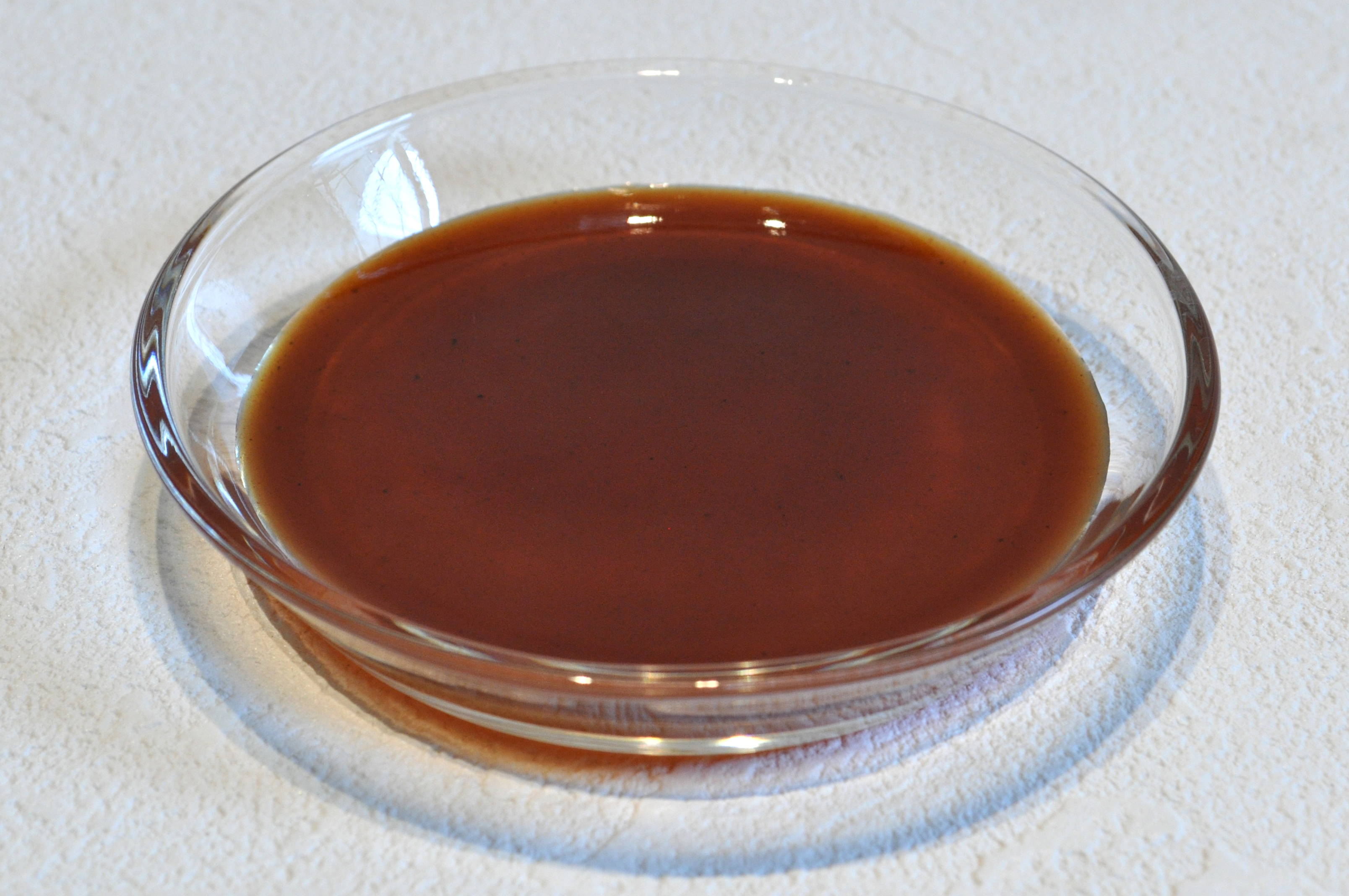
صلصة رسيستيرشاير
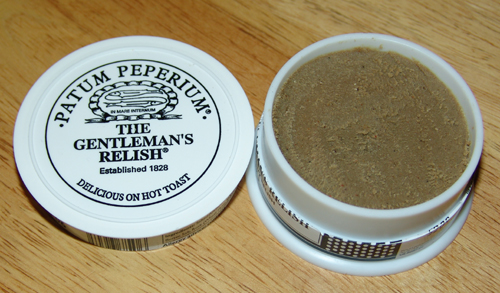
نكهة جنتلمان  [لغات أخرى]‏
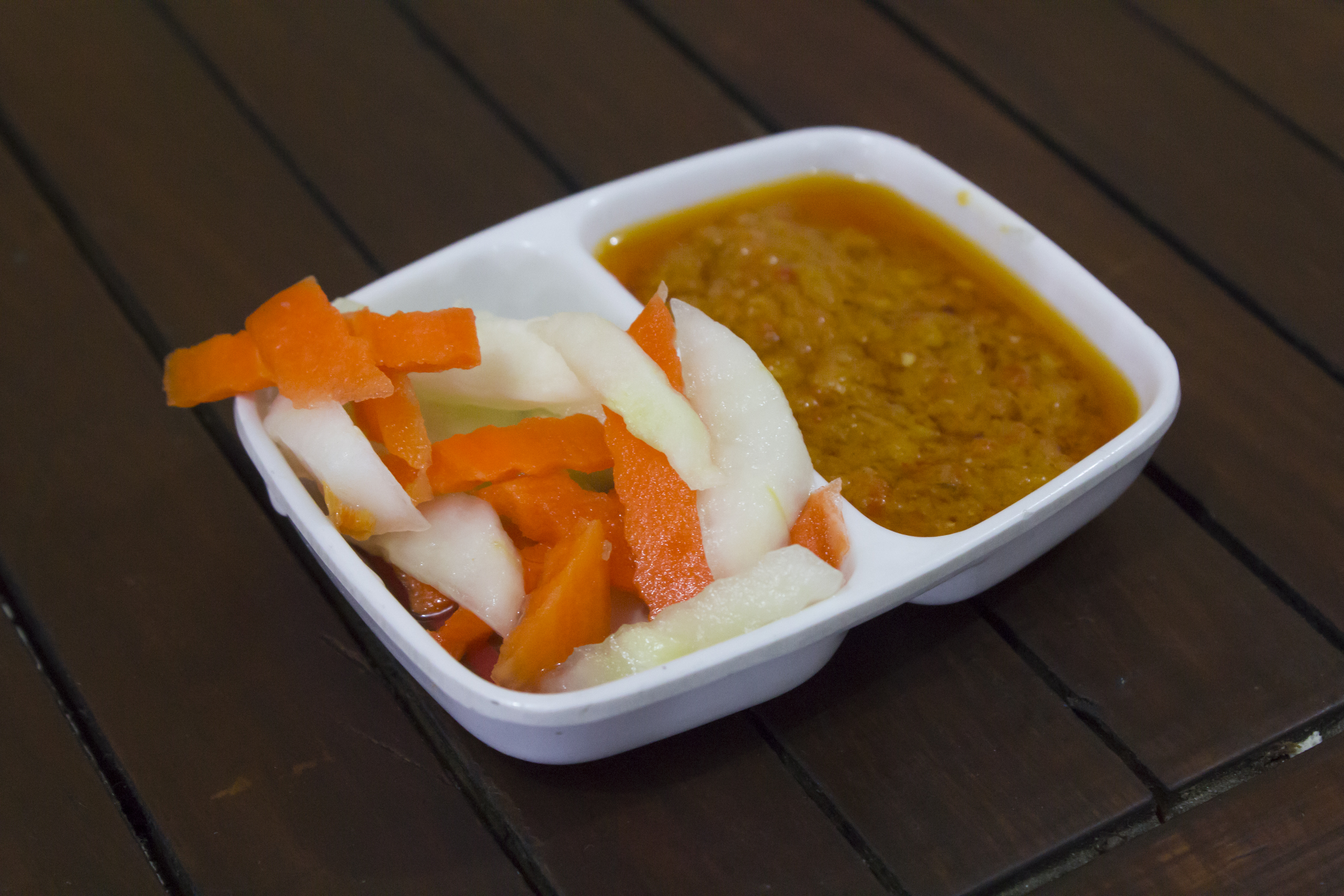
أكار وسمبال ، التوابل الشائعة في إندونيسيا
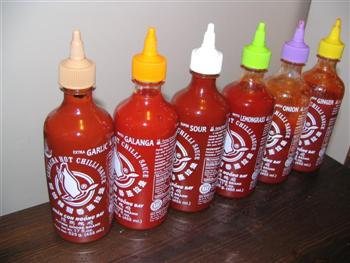
سريراتشا (نوع من الصلصة الحارة )
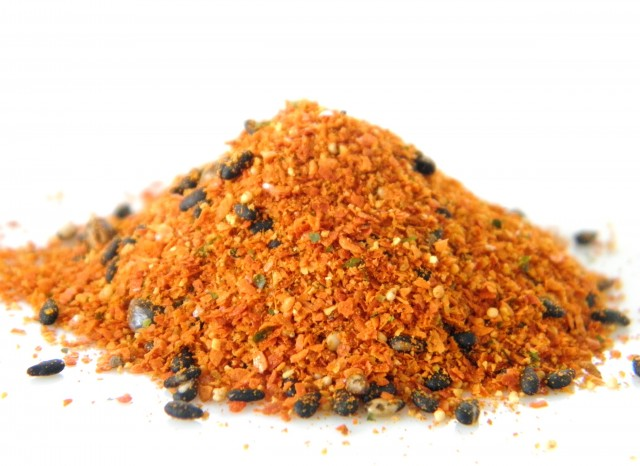
شيشيمي
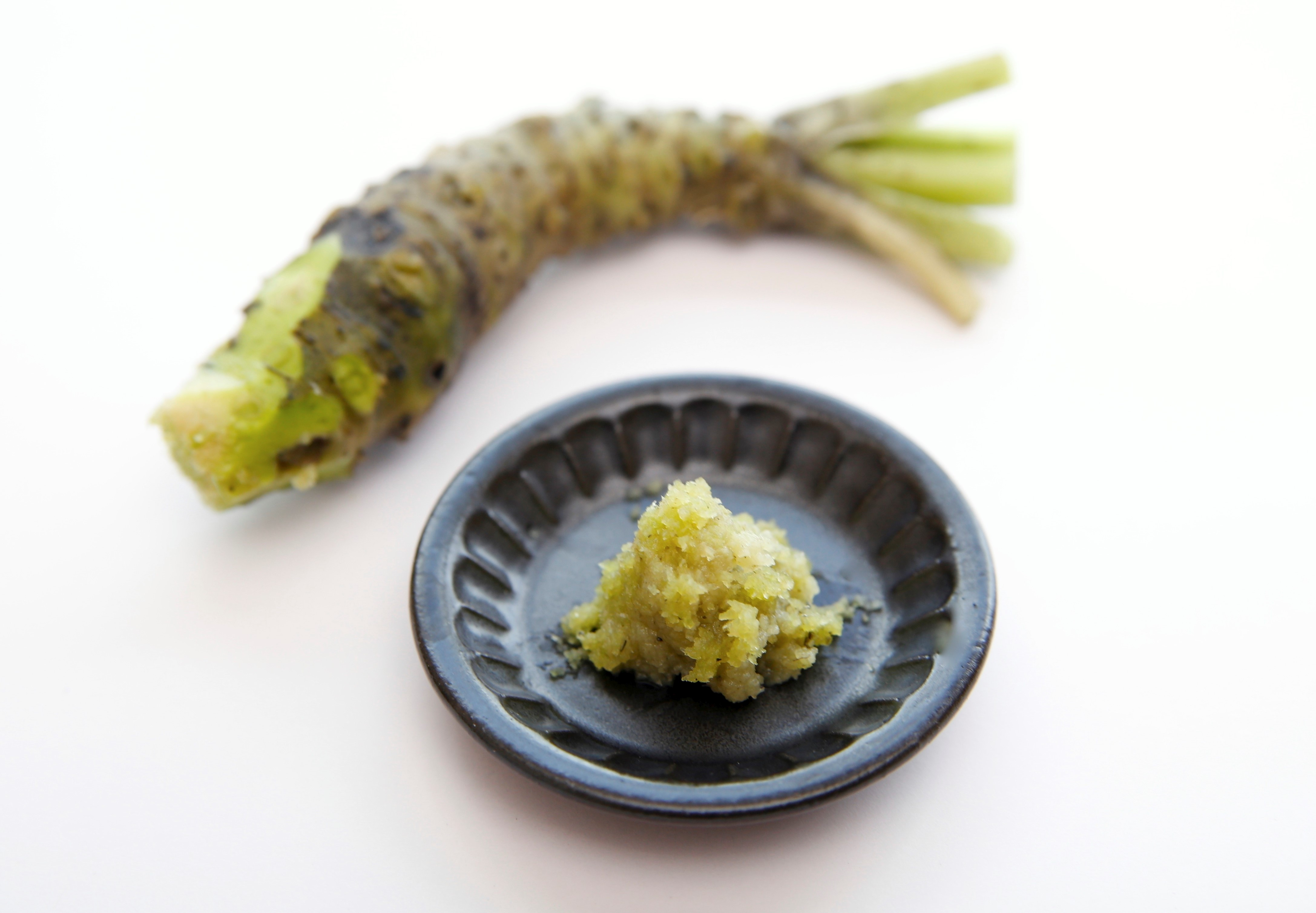
الوسابي
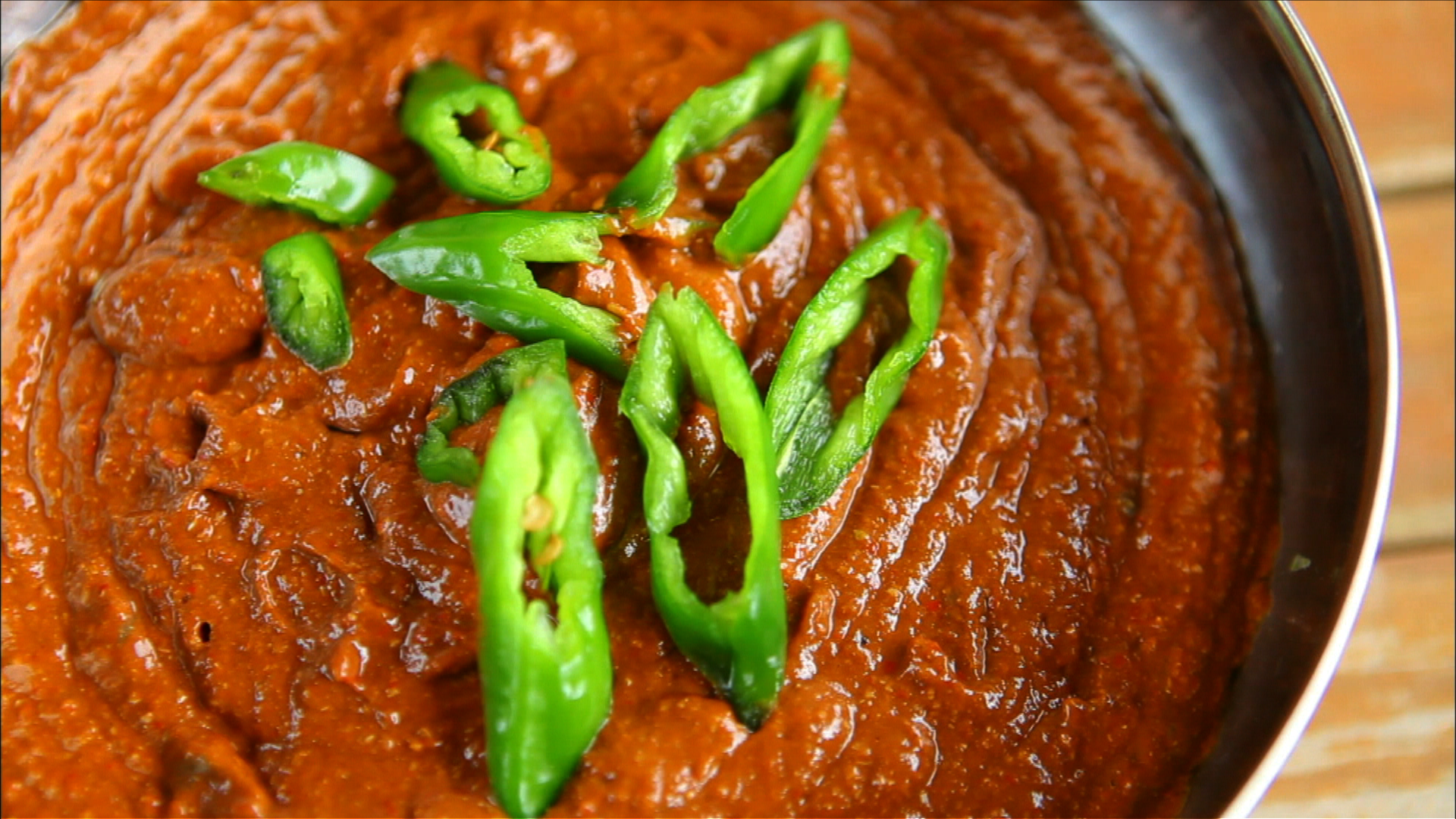
سسامجانغ

## أمثلة
- ملح الطعام
- الفلفل الأسود
- الفلفل الأبيض
- الشطة
- الكتشب
- زيت الزيتون
- الخل
- المايونيز

## اللحم المشوي
وتستخدم بعض التوابل أثناء الطهي لإضافة نكهة أو صفة مميزة للأطعمة، على سبيل المثال صلصة الباربيكيو، وصلصة الترياكي، وصلصة الصويا، كلها لها نكهات يمكن أن تعزز الطعم ليشمل تشكيلة متنوعة من اللحوم والخضراوات المختلفة.

## معرض الصور

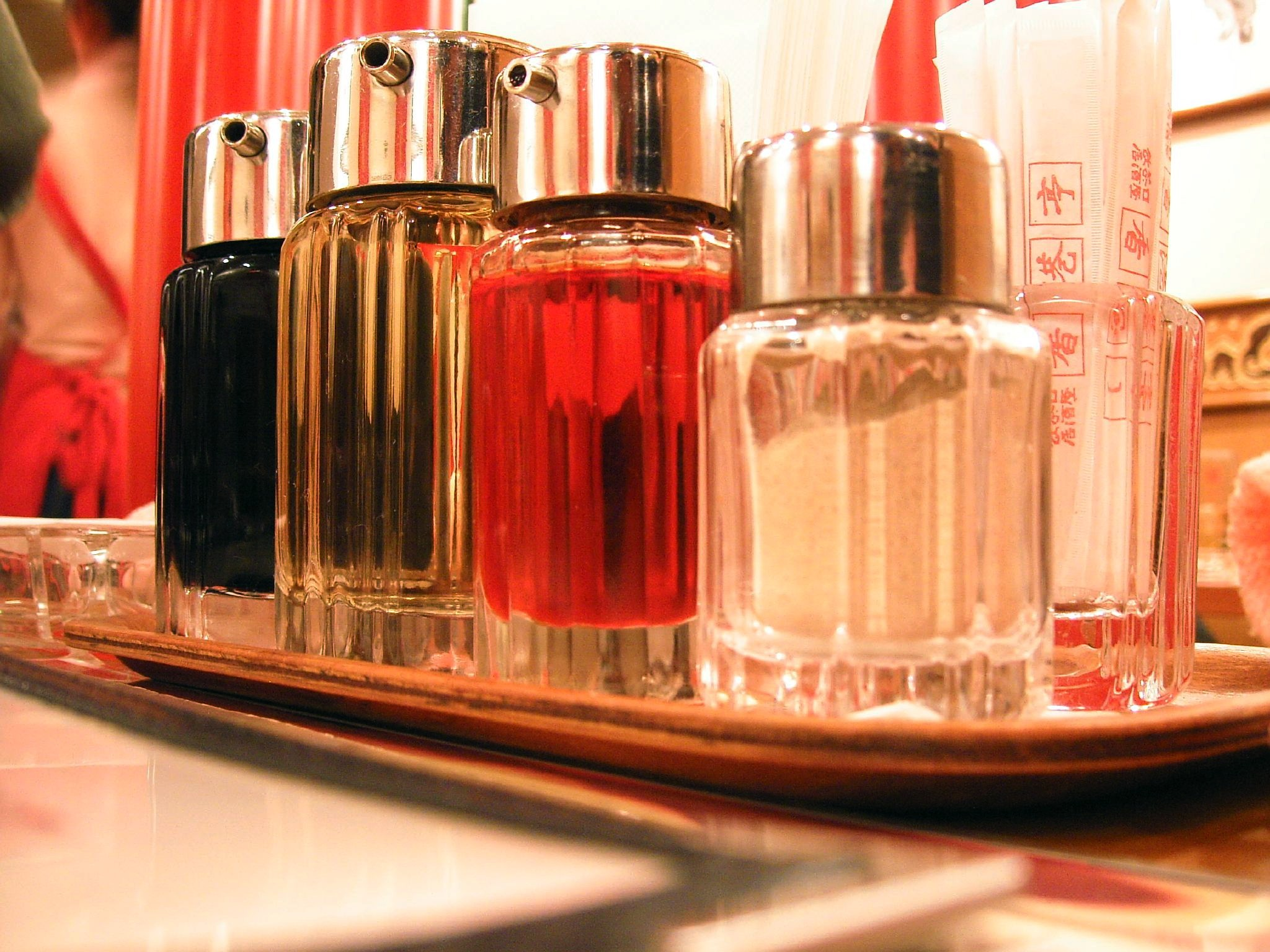
التوابل الصينية الشائعة: صلصة الصويا، الخل، زيت الفلفل الحار، فلفل أبيض
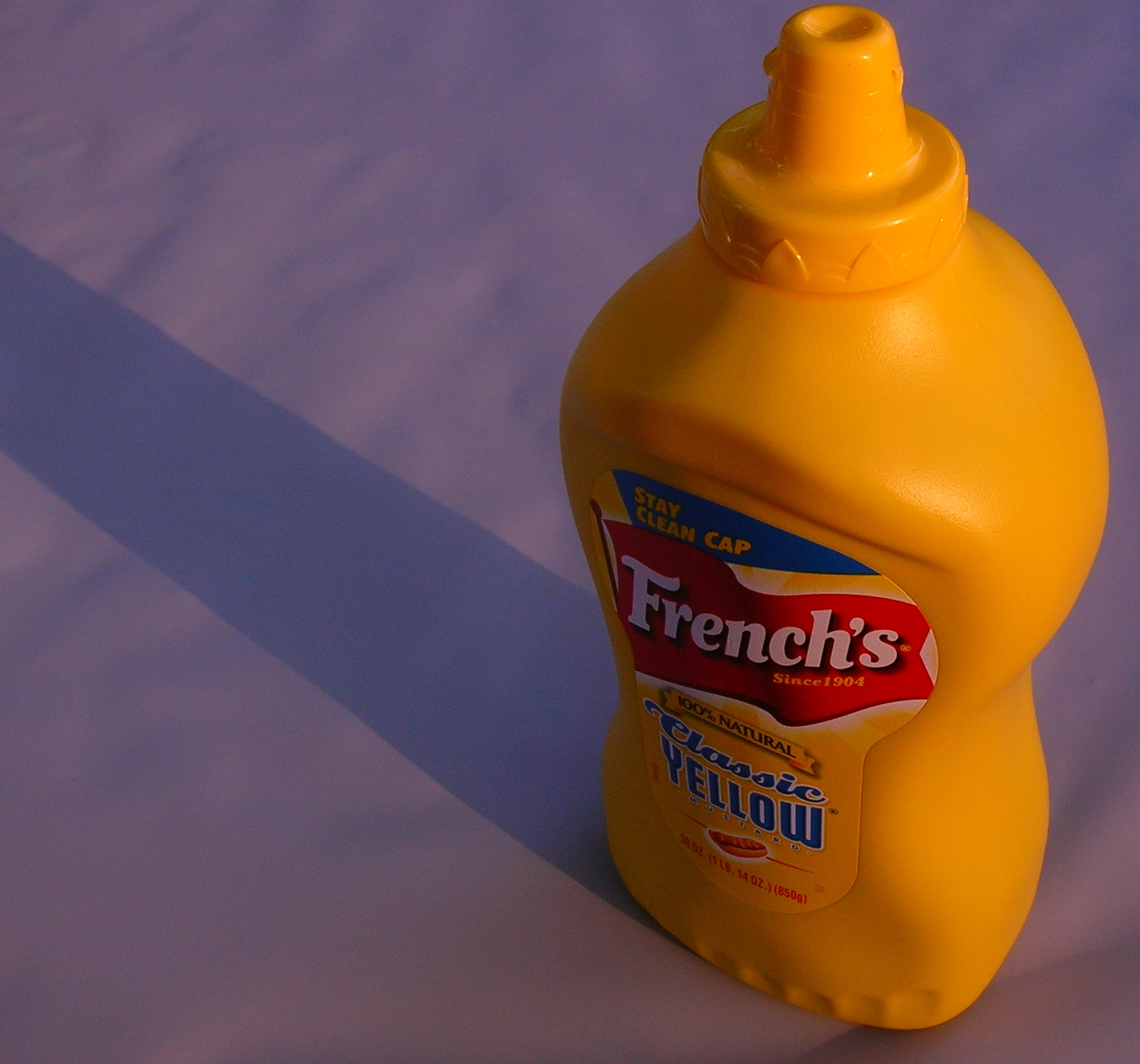
مسحوق الخردل
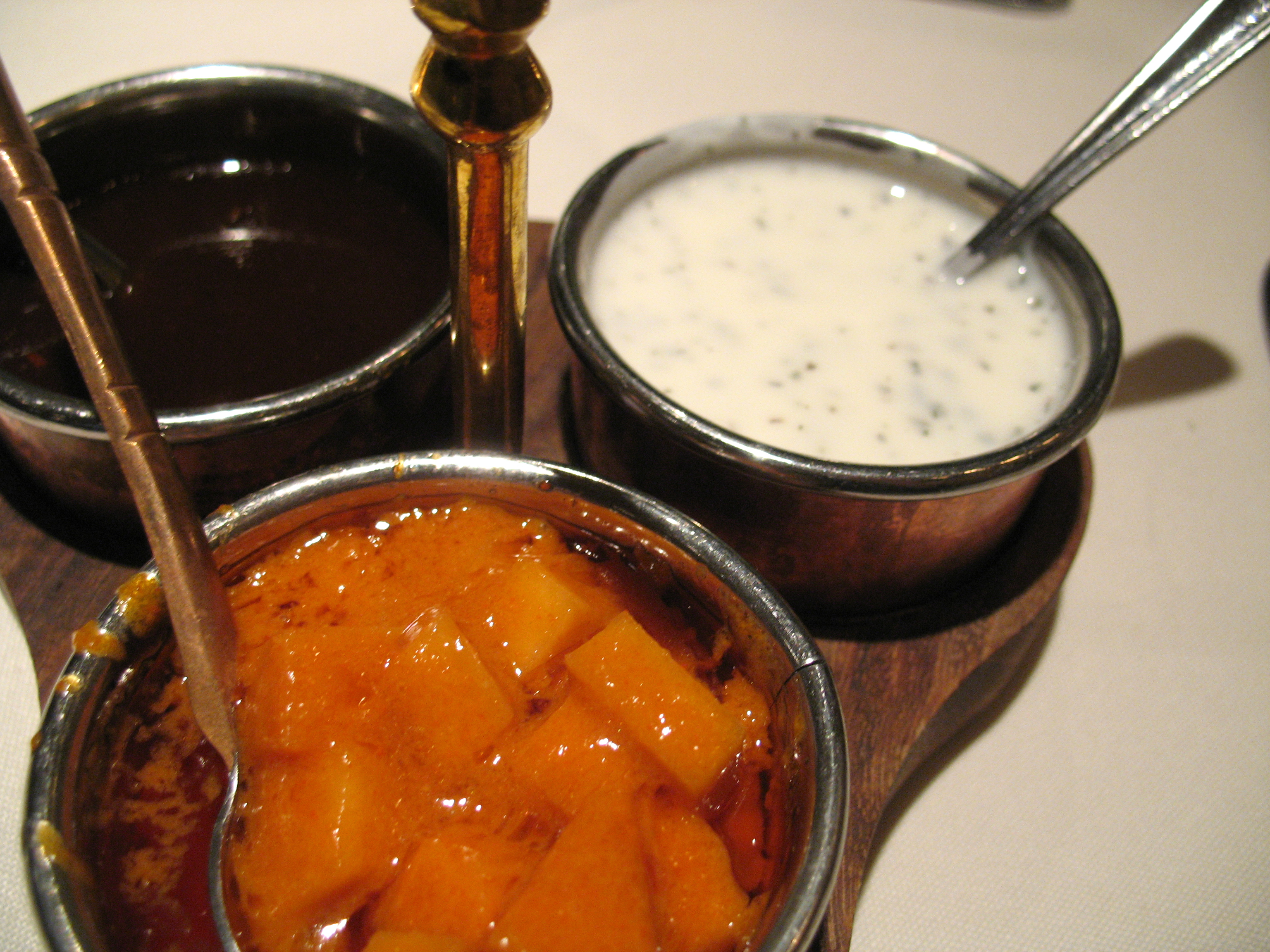
التشاتني
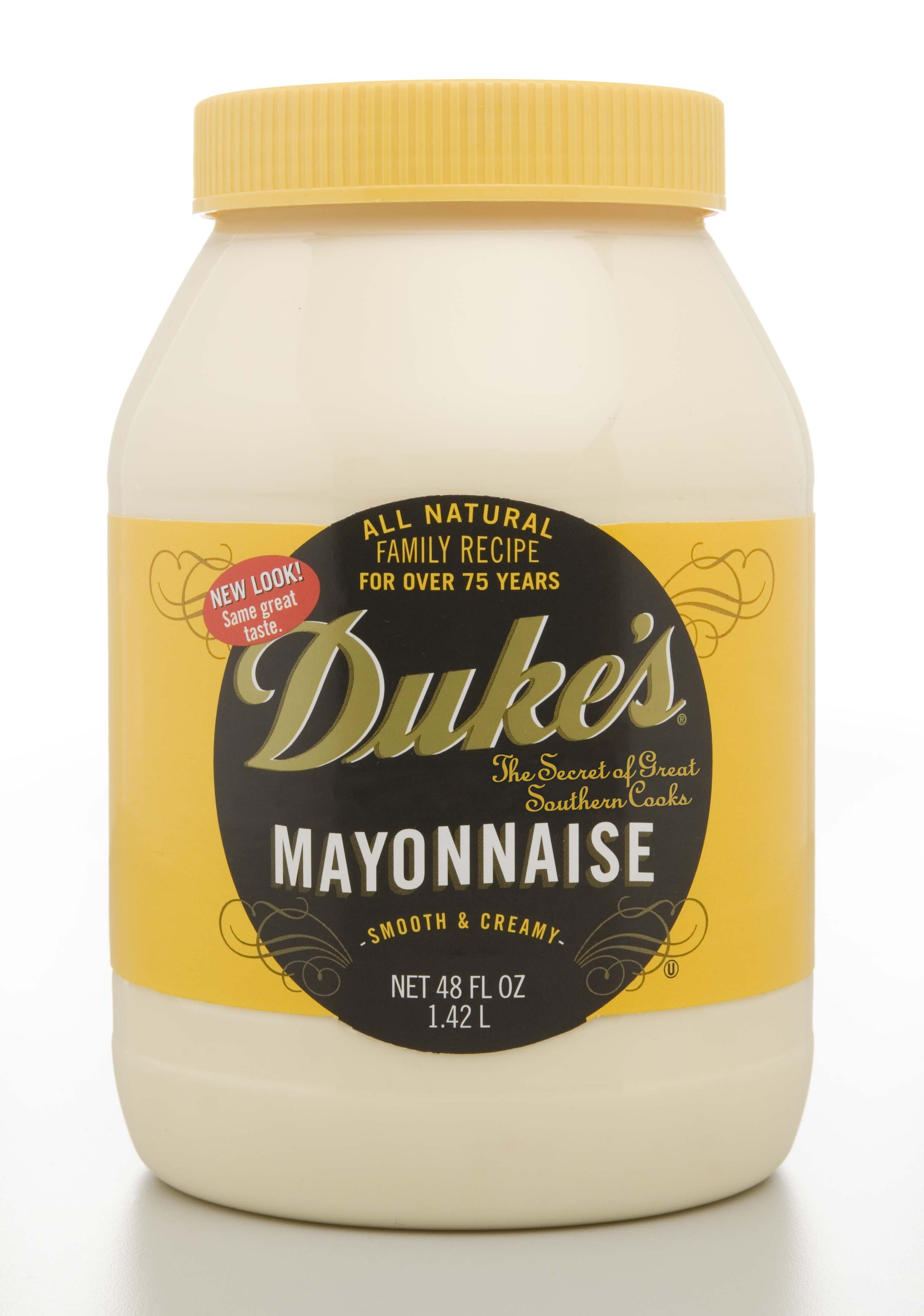
جرة من المايونيز